# CMAT
Ciara Mary-Alice Thompson, connue professionnellement sous le signe de CMAT, née en 1996, est une chanteuse, auteure-compositrice et musicienne de Dublin, en Irlande. Son premier album, If My Wife New I'd Be Dead, est sorti en février 2022 et est entré à la première place du classement des albums irlandais[2].

## Biographie
Ciara Mary-Alice Thompson naît à Dublin en 1996. Elle aspire à devenir une musicienne professionnelle dès son plus jeune âge, et s'installe à Manchester, en Angleterre, pour poursuivre une carrière musicale avec son groupe de l'époque, Bad Sea. Après avoir participé à un atelier d'écriture de chansons, Ciara Mary-Alice Thompson reçoit le conseil de la chanteuse Charli XCX de réimaginer son approche.
De retour en Irlande, elle commence à publier en ligne des titres en solo, ce qui vaut un passage à la radio sur RTE et BBC Radio 6 Music,,. Un album, If My Wife New I'd Be Dead, sort en février 2022,.
Pop ou country ? Maniant l’humour à forte dose, elle définit son style ainsi : « Dolly Parton rencontre Weird Al Yankovic, mélangé à Katy Perry ». Elle tourne en Irlande, au Royaume-Uni, mais aussi dans des festivals tels que le  Primavera Sound Festival à Barcelone en juin 2022  ou le Pitchfork Music Festival à Paris en novembre 2022.

## Discographie

### Albums studio
- 2022 - If My Wife New I'd Be Dead (CMATBABY / AWAL Recordings)
- 2023 - Crazymad, For Me (CMATBABY / AWAL Recordings)
- 2025 - EURO-COUNTRY (CMATBABY / AWAL Recordings)